# صنعت (مجموعه تلویزیونی)
صنعت (انگلیسی: Industry) یک مجموعهٔ تلویزیونی درام است که در سال ۲۰۲۰ پخش شد. در فصل اول این سریال که توسط بانکداران سابق میکی داون و کنراد کی ساخته شده است، داستان گروهی از دانش‌آموختگان جوان را روایت می‌کند که برای تثبیت جایگاه خود در یک بانک سرمایه‌گذاری معتبر در لندن با نام «پیرپوینت اند کو» رقابت می‌کنند.
این سریال در ۹ نوامبر ۲۰۲۰ در اچ‌بی‌او در ایالات متحده و در ۱۰ نوامبر ۲۰۲۰ در بی‌بی‌سی دو در بریتانیا به نمایش درآمد. در دسامبر ۲۰۲۰، برای فصل دوم تمدید شد که نخستین بار در ۱ اوت ۲۰۲۲ پخش شد. صنعت در اکتبر ۲۰۲۲، برای فصل سوم تمدید شد که در ۱۱ اوت ۲۰۲۴ به نمایش درآمد. این مجموعه تلویزیونی در ۱۹ سپتامبر ۲۰۲۴، برای فصل چهارم تمدید شد.

## بازیگران
- ماریسا آبلا در نقش یاسمین کارا حنانی
- بن لوید-هیوز در تقش معاون رئیس
- فریا میور
- نبهان رضوان
- ویل تیودر
- کن لئونگ
- اندرو بوچان
- امیر المصری
- تره‌ور وایت
- جی دپلاس
- کیت هرینگتون
- سارا گلدبرگ
- اونلی‌فنز
- اندرو هاویل
- تام استرتن
- گوستاو لیند
- هری هدن-پیتن
- پریانگا برفورد
- مارک دکستر
- مایهالا هرولد
- دیوید جانسون
- هری لاتی
- کانر مک‌نیل
- درک ریدل
- آدام لوی
- النا سورل
- عرفان شمجی
- میریام پچی
- راجر بارکلی
- فیونا باتن
- الیوت سالت
- جورجینا ریچ
- فدی السید
- جوئل کیم بوستر
- اَسیم چادری
- ساگر ردیا
- نیکلاس بیشاپ
- آلکس آکپوبومه
- کاترین دی کندول
- ایندی لوئیس